# Tyloptera ogatai
Tyloptera ogatai là một loài bướm đêm trong họ Geometridae.